# Hienodon
Hyaenodon – rodzaj wymarłych ssaków z rzędu kreodontów (Creodonta) i rodziny hienodontów (Hyaenodontidae). Przedstawiciele tego rodzaju zamieszkiwali tereny Europy, Azji, Ameryki Północnej i Afryki. Hyaenodon pojawił się w środkowym eocenie i wymarł pod koniec oligocenu.
Były to ssaki drapieżne i padlinożerne, o uzębieniu wykazującym specjalizację analogiczną do właściwych drapieżnych ssaków z rzędu Carnivora. Zęby policzkowe były zmodyfikowane w taki sposób, aby utworzyć powierzchnię tnącą działającą na zasadzie nożyc, czyli tak zwane łamacze. O ile ta struktura była funkcjonalnie identyczna jak u dzisiejszych drapieżnych, to jednak tworzyły ją inne zęby policzkowe. Cecha ta jest charakterystyczna dla wszystkich kreodontów. Analiza szkieletu tych ssaków sugeruje, że były one zdolne do stosunkowo szybkiego poruszania się, ale ich kończyny odznaczały się mniejszą ruchliwością w porównaniu do dzisiejszych ssaków drapieżnych, np. kotowatych. Hyaenodon podobnie jak i inne kreodonty miały proporcjonalnie mniejsze i słabiej rozwinięte mózgi niż właściwe drapieżne. 
Opisano kilkanaście gatunków z rodzaju Hyaenodon. Niektóre gatunki tego rodzaju były jednymi z największych lądowych ssaków mięsożernych swoich czasów; inne były wielkości kuny. Szczątki wielu gatunków znane są z Ameryki Północnej, Europy i Azji. Średnia masa ciała dorosłego lub podrosłego H. horridus, największego gatunku północnoamerykańskiego, szacowana jest na około 40 kg i mogła nie przekraczać 60 kg. Hyaenodon gigas, największy gatunek z rodzaju, był znacznie większy, ważąc 378 kg i mierząc około 3,0 m. H. crucians z wczesnego oligocenu Ameryki Północnej szacuje się na zaledwie 10–25 kg. H. microdon i H. mustelinus z późnego eocenu Ameryki Północnej były jeszcze mniejsze i ważyły prawdopodobnie około 5 kg.
Ostatecznie wszystkie Creodonta takie jak Hyaenodon i inne spokrewnione z nim rodzaje wymarły zapewne na skutek narastającej konkurencji z bardziej ruchliwymi i inteligentniejszymi drapieżnikami z rzędu drapieżnych.